# Ausfall (Taktik)

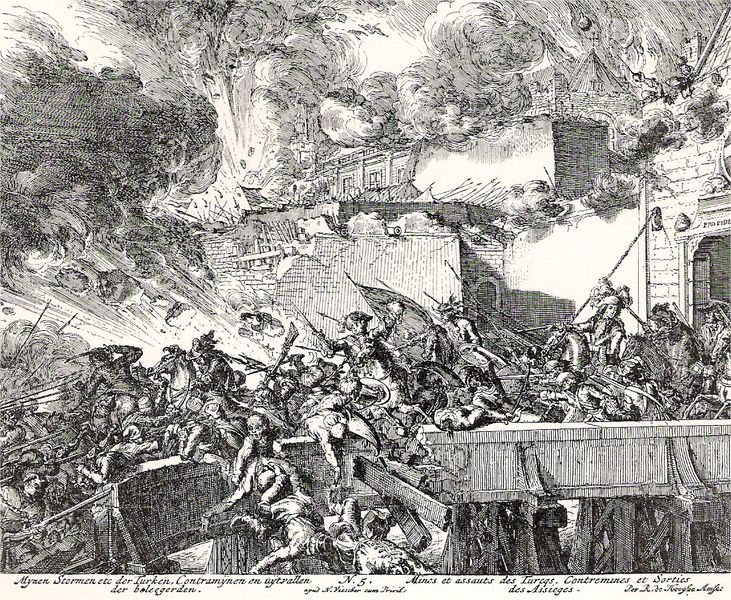
Zweite Wiener Türkenbelagerung 1683, Ausfall der Belagerten. Radierung von Roman de Hooghe

Ein Ausfall ist ein Gegenangriff einer Garnison aus einer belagerten Burg, Festung oder eingeschlossenen Stellung mit dem Ziel, die Belagerung bzw. Umschließung zu durchbrechen oder feindliche Aktionen zumindest erheblich zu stören oder Versorgungsgüter und Material zu erbeuten. Beim Festungsbau wurden hierfür oft spezielle Ausfallhöfe (als Bereitstellungsraum für die beim Ausfall zum Einsatz kommenden Truppen) und Ausfallpforten bzw. Ausfalltore angelegt, an die sich Ausfallstraßen anschließen konnten. Die Wirksamkeit eines Ausfalles kann durch Zusammenwirken mit Entsatzkräften gesteigert werden.

## Strategie
Die typische Ausfalltaktik bezieht sich auf die Konzentrierung von Kräften an einer Schwachstelle des Kessels/Belagerungsrings. Eingekesselte Kräfte können sich laut United States Army Field Manual durch folgende Nachteile auszeichnen:
- Diese sind verwundbar gegenüber konzentriertem Artilleriefeuer.
- Diese sind verwundbar gegenüber Massenvernichtungswaffen.
- Ihre Vorräte können aufgebraucht werden.
- Diese können Verwundete und Gefallene nicht evakuieren.
- Moral und Disziplin können sinken.

Die eingeschlossene Einheit hat diese Nachteile aufgrund der Einkesselung durch den Gegner und fehlenden Nachschub. Die einkesselnden Truppen haben deshalb einen signifikanten taktischen Vorteil. Außerdem haben sie mehr Zeit als die andere Seite. Denn die eingeschlossene Einheit wird entweder ihre Munitions- oder ihre Nahrungsmittelvorräte aufbrauchen.
Die US-Armee gibt vier Kriterien an, die normalerweise bei einem Ausfall vorliegen:
- Der Befehlshaber oder eine höhere Befehlsebene befiehlt den Ausfall.
- Die eingeschlossene Einheit ist nicht mehr stark genug, um eine weitere Einkesselung zu verhindern.
- Die eingeschlossene Einheit hat nicht Fläche zur Verfügung, um sich adäquat zu verteidigen.
- Der eingeschlossenen Einheit werden die Vorräte ausgehen, bevor sie gerettet werden kann.[5]

Das generelle Konzept ist offen für Interpretationen. So sieht John Mosier das Konzept in Bezug auf den Zweiten Weltkrieg als irreführend an. Die Bewertung von Ausfällen sei aufgrund der großen Anzahl an Faktoren grundsätzlich unpassend.

## Beispiele
Bei der  Belagerung von Jerusalem 70 n. Chr. baute Titus Belagerungswerkzeuge wie  Rammböcke und  Belagerungstürme. Hiergegen gingen die jüdischen Verteidiger mit Ausfällen vor, bei denen sie versuchten die römischen Aufbauten anzuzünden.
Ein erfolgreicher Ausfall gelang der 1. Panzerarmee (Wehrmacht) im März 1944 bei der Kesselschlacht von Kamenez-Podolski: Erstere war von der Roten Armee eingeschlossen worden und startete einen koordinierten Ausbruch in Richtung Westen. Dies gelang, weil die Rote Armee mit einer Aktion in Richtung Süden gerechnet hatte und weil gleichzeitig die 2. SS-Panzer-Division von der anderen Seite her die sowjetische Front durchbrach.